# Resolució 745 del Consell de Seguretat de les Nacions Unides
La Resolució 745 del Consell de Seguretat de les Nacions Unides, fou adoptada per unanimitat el 28 de febrer de 1992 després de recordar resolucions 668 (1990), 717 (1991),  718 (1991) i 728 (1992), el Consell, després d'examinar un informe del Secretari General Boutros Boutros-Ghali el 19 de febrer de 1992, va autoritzar l'establiment de l'Autoritat de Transició de les Nacions Unides a Cambodja (UNTAC), després de l'acord polític acordat a París el 23 d'octubre de 1991. Va ser la primera ocasió en què les Nacions Unides van assumir l'administració d'un estat, a diferència del control o la supervisió.
El Consell també va decidir que el mandat per a la UNTAC no duraria més de divuit mesos, amb la intenció de celebrar eleccions a Cambodja a tot tardar en maig de 1993. També va demanar al Secretari General que desplegués l'Autoritat immediatament i de la manera més eficient possible de forma rendible, mantenint l'operació sota revisió contínua. Al mateix temps, Yasushi Akashi va ser nomenat Representant Especial per a Cambodja.
La resolució també va convidar a totes les parts de Cambodja, inclòs el Consell Nacional Suprem de Cambodja, a cooperar amb l'autoritat de les Nacions Unides, assegurant la implementació dels acords signats, la seguretat de tot el personal de les Nacions Unides al país i proporcionant assistència i instal·lacions a l'autoritat. També va instar els partits cambodjans a desmobilitzar les seves forces militars abans de les eleccions.
La resolució 745 finalment va demanar als Estats membres que prestessin assistència a l'Autoritat i donessin suport al pla de les Nacions Unides a Cambodja, inclosos els programes per a organismes especialitzats, la rehabilitació i la repatriació de persones desplaçades i la reparació d'infraestructures. També va exigir al Secretari General que informés l'1 de juny de 1992 sobre les novetats, i posteriorment al setembre de 1992, gener de 1993 i abril de 1993.
La força autoritzada de la UNTAC era de 22.000 efectius, i el cost de l'operació era de 1.600 milions de dòlars EUA. Va entrar en funcionament el 15 de març de 1992, absorbint la Missió avançada de les Nacions Unides a Cambodja que existia abans de la UNTAC.